# Ratufa obrovská
Ratufa obrovská (Ratufa indica) je velká veverka z čeledi veverkovití (Sciuridae) a podčeledi Ratufinae. Patří do rodu ratufa (Ratufa) společně s dalšími třemi druhy: ratufou uzdičkovou (Ratufa bicolor), ratufou znamenanou (Ratufa affinis) a ratufou černoprstou (Ratufa macroura). Jedná se o denní, stromovou a převážně býložravou veverku z jižní Asie, obývá opadavé, smíšené opadavé nebo stálezelené lesy Indického subkontinentu. Délka těla u dospělce činí asi 36 cm bez ocasu, který měří asi 0,6 m. Hmotnost se odhaduje na 2 kg. Zbarvení těla může být béžové, žlutohnědé, rezavé, hnědé až temně hnědé, podpaží a přední končetiny jsou obvykle krémově zbarveny a hlava má hnědou nebo béžovou barvu s bílou skvrnou mezi ušima.
Ratufa obrovská zřídkakdy opouští stromové patro. Pohybuje se mezi větvemi až šestimetrovými skoky. Je aktivní během ranních a večerních hodin, přes poledne odpočívá. Je samotářem, přítomnost jiných ratuf vyhledává pouze během období rozmnožování. Hlavními predátory jsou draví ptáci a levharti. Pokud je v ohrožení, namísto útěku se přestane pohybovat či se přitiskne ke kmenu stromu. Ratufa obrovská se živí především různou rostlinnou potravou, jako ovocem, květy, ořechy nebo stromovou kůrou, někdy konzumuje také hmyz nebo ptáky. Pravděpodobně hraje významnou roli coby rozptylovač semen rostlin.
Je známo celkem pět poddruhů:
- R. i. indica Erxleben, 1777
- R. i. centralis Ryley, 1913
- R. i. maxima Schreber, 1784
- R. i. superans Ryley, 1913
- R. i. bengalensis Blanford, 1897

Hlavní hrozby představují ztráta přirozeného prostředí, především přetváření původního biotopu na plantáže, kácení lesního porostu, selektivní těžba etc., objevuje se také lov (zvláště pronásledována je ratufa obrovská v oblasti Východního Ghátu). Přesto se její populace stále nezdá býti více ohrožena a IUCN ji považuje za málo dotčený taxon.